# Newfields
Newfields är en kommun (town) i Rockingham County i delstaten New Hampshire, USA med 1 680 invånare (2010). 